# Абдалла ибн Сабах ас-Сабах
Абдалла I (Абдалла ибн Сабах ас-Сабах) (араб. الشيخ عبدالله بن صباح بن جابر الصباح‎) (1740 — 3 мая 1814) — 2-й шейх Кувейта из династии ас-Сабах (1762—1814).

## Биография
Младший (шестой) сын и преемник первого кувейтского шейха Сабаха I (1752/1756-1762).
В 1762 году после смерти Сабаха ибн Джабера новым шейхом Кувейта был избран его младший сын Абдалла.
В 1766 году представители семьи ан-Насер из племени бану кааб попросили руки дочери шейха Мариам. Бану кааб к тому времени часто вступали в брак с персами, а потому ас-Сабахи, гордившиеся чистотой своей крови, ответили им отказом. Оскорблённые ан-Насеры снарядили флот, чтобы отнять женщину силой. Опасаясь вторжения, многие кувейтцы покинули свою новую родину. В частности, многие представители семей аль-Халифа и аль-Джалахима сняли свои палатки и перекочевали в Катар. Согласно официальной легенде, оставшимся в Кувейте ас-Сабахам не оставалось ничего иного, как отстаивать свою независимость с оружием в руках. Шейх Абдалла собрал в своём доме преданных воинов. Каждый из них дал клятву умереть, но не дать врагам пересечь порог дома. Впоследствии группу самых верных телохранителей шейха так и стали называть — «бану атиб», то есть «люди порога» Абдалла I, шейх Кувейта. Тем временем Салем, двоюродный брат Мариам, из-за которой началась эта история, со своими людьми переоделся рыбаками, под покровом ночи подобрался к флоту ан-Насеров, один за другим захватил пять неприятельских судов и открыто напал на деморализованных захватчиков Абдалла I, шейх Кувейта. Так было отбито первое нападение бану кааб на Кувейт. Впрочем, существует и более приземлённая версия произошедших событий, согласно которой ас-Сабахи просто откупились от бану кааб, а аль-Халифа и аль-Джалахима покинули Кувейт из-за нежелания делиться доходами для выплаты дани. Так или иначе, но уход двух влиятельный семей пошёл на пользу ас-Сабахам, сконцентрировавшим всю власть в своих руках. Позднее бану кааб ещё несколько раз нападали на Кувейт, но за прошедшие годы шейхство стало только сильнее. В 1783 году в морском сражении у Рикки вражеский флот был потоплен, и бану кааб стали платить Кувейту дань.
Под властью шейха Абдаллы начался экономический расцвет Кувейта, несмотря на то, что поблизости находился другой крупный портовый город — Басра. Власти Кувейта умело пользовались возникавшими у соседей проблемами — внутренними дрязгами, эпидемией чумы, войнами и некомпетентностью чиновников, устанавливавших чересчур большие пошлины.
При Абдалле произошли первые серьёзные контакты кувейтцев с англичанами. В 1776 году в Кувейте появился британский агент по политическим и торговым вопросам. Во время эпидемии чумы в конце 1770-х годов почта в Индию ходила не через Басру, а через Кувейт.
В 1790-х годах перед шейхом Абдаллой возникла новая проблема — религиозные фанатики ваххабиты из Неджда. В 1793 году они совершили первый крупный набег на Кувейт, разбили его армию в открытом бою, но штурмовать укреплённый город не решились. В 1794 году ваххабиты вновь осадили Кувейт, но нескольких залпов со стоявших в гавани британских военных кораблей оказалось достаточно, чтобы прогнать их. В 1795 году ваххабиты захватили Эль-Хасу, и остатки племени бану халид переселились в Кувейт, где были радушно приняты Абдаллой. В 1796 году турки-османы предприняли военную операцию против ваххабитов, Абдалла дал им своих людей, но это только разозлило фанатиков: в 1797 году они снова осадили Кувейт, и снова безуспешно. После этого начался закат Первого государства Саудидов, и кочевники больше не беспокоили кувейтцев.
В 1803 году Абдалла предоставил недждийцам свою помощь при военном походе на Маскат. В 1805 году вместе с англичанами и маскатскими арабами кувейтцы участвовали в изгнании ваххабитов из Бахрейна.
3 мая 1814 года шейх Абдалла ибн Сабах ас-Сабах скончался. Ему наследовал старший сын Джабер I (1814—1859).